# Pieter Huys (avocat)
Pour les articles homonymes, voir Pieter Huys.
Pieter Huys (Menin, 29 juin 1947 - Bruges, 8 juillet 2009) est avocat, éditeur et auteur à Bruges.
Né dans une famille d'industriels brugeois il fit ses études primaires et secondaires au Collège Saint-Louis à Bruges. Docteur en droit de l'Université catholique de Louvain (1970) et ancien étudiant du Collège d'Europe, il s'établît comme avocat à Bruges en 1971. Spécialisé en droit familial il s'employa souvent en tant que conciliateur dans des litiges familiaux. Ceci le mit en rapport avec l'Institut Saint-Amand à Beernem et il y devint le conseiller et souvent l'administrateur de malades en psychiatrie. Il devint également juge de paix suppléant à Bruges. 
Pieter Huys, catholique pratiquant, était un ami personnel du pape Jean-Paul II. Mgr Michel Schooyans s'exprima ainsi lors de ses funérailles : « Tandis que certains chefs de l'Église en Belgique ne montraient que peu d'entrain à le recevoir, voire à l'entendre, le pape voulut bien l'écouter attentivement et le convia maintes fois à sa table ».

## Associations
Pieter Huys était conseiller juridique de l'association flamande 'Les Mères pour les Mères', président des a.s.b.l. Nieuwland et Godsvelde ainsi que du Planning familial naturel en Flandre, une organisation de volontaires s'occupant de régulation des naissances par des moyens naturels.
Membre de la Confrérie du Saint-Sang à Bruges, dépositaire de la relique du Saint Sang, il était président de l'a.s.b.l. de cette confrérie. Il était également président de la fabrique d'église de la paroisse Saint François d'Assise à Sainte-Croix lez Bruges. Il était en outre 'père temporel' des religieuses Pauvres Claires à Bruges.

## Action et écrits
De par ses activités et ses écrits Pieter Huys devint une figure de proue en Flandre en matière de l'éthique et du mode de vie tels que l'église catholique les prône et il engagea l'église locale à les prêcher et entretenir.
En matière de politique, il défendait des principes basés sur l'éthique de l'intérêt général, le bonum commune. De ce fait il était parfois catalogué comme conservateur, traditionaliste et de droite, étiquettes artificielles qu'il n'aimait guère. Il se situait comme étant un défenseur des vérités et des traditions qui ont dominé la longue histoire des communautés chrétiennes et de la civilisation occidentale et il tenait en honneur la devise néerlandaise 'Je Maintiendrai', persuadé comme il l'était que le progrès n'est possible qu'en se tenant à des principes solides et éprouvés.
Pieter Huys aimait confronter ses idées à celles des autres. En Belgique il le faisait au sein du groupe 'Bonum Commune' qu'il avait fondé. Il entretenait également de nombreux contacts internationaux. C'est ainsi qu'il était membre de l'Institut d'études politiques à Bendern (Liechtenstein), présidé par le prince et ambassadeur Nicolas de Liechtenstein, qui groupe de nombreuses personnalités internationales, telles qu'Edwin Feulner (en), le président de l'American Heritage Foundation.
En 1990 il fonda le mensuel Nucleus, avec comme cofondateurs les avocats Jean-Pierre De Bandt et Fernand Keuleneer, l'industriel Andries Van den Abeele, le journaliste Paul Belien et le professeur à la Sorbonne Claude Polin. Huys y publia chaque mois des articles consistants, donnant son opinion en matière de questions et problèmes éthiques, ainsi qu'en matière de politique tant nationale qu'internationale. Ses articles témoignaient de son érudition et de la solidité de ses informations. Nucleus devint de ce fait une tribune politique incontournable, que les décideurs se devaient de lire, qu'ils le voulussent ou non.
Le 20 avril 2007 il organisa pour la deuxième fois un congrès consacré au 'politiquement correct' et à la désinformation, où de nombreux spécialistes belges et étrangers prirent la parole.
Pieter Huys est mort inopinément à l'âge de 62 ans. Il était marié avec Lieve Maenhoudt et ils ont trois enfants et trois petits-enfants.

## Publications
- Pieter Huys, articles mensuels dans Nucleus (1990-2009)
- Pieter Huys (red.), Correctheid. Acta voor het congres georganiseerd door Nucleus en het Instituut voor de Studie van de Desinformatie Brugge, 20 april 2007, Politiquement Correct. Actes du congrès organisé par Nucleus et par l'Institut pour l'étude de la désinformation, le 20 avril 2007. 92 p.,  (ISBN 978-9080-784-50-5)